# 浓度
濃度指某物質在總量中所占的分量。
常用的浓度表示法有：
次數
- 質量百分濃度（質量分數，m/m）：最常用。指每100克的溶液中所含溶質克數。

质量百分濃度度=(溶質質量(g)/溶液质量(g))×100%=溶质质量(g)/(溶质质量(g)+溶剂质量(g))×100%
- 體積百分濃度（體積分數，V/V）：常用於酒精和有機溶液。指每100毫升的溶液中所含溶質毫升數。

體積百分濃度=(溶质体积(mL)/溶液体积(mL))×100%=溶质体积(mL)/(溶质体积(mL)+溶剂体积(mL))×100%
- 百萬分濃度（ppm）：指每1000克溶液所含的溶質質量（以毫克計）。

百万分浓度=溶质的质量(mg)/溶液的质量(kg)
- 質量摩尔濃度（molality）：指每1000克溶劑所含的溶質摩尔數。

質量莫耳浓度=溶質摩尔數(mol)/溶劑質量(kg)
1 m = 1 mol/kg
- 體積摩尔濃度（molarity，通常簡稱摩尔濃度）：每一升的溶液中，所含溶質摩尔數。

體積摩尔濃度=溶質摩尔數(mol)/溶液體積(L) 1 M = 1 mol/L
公式：c(溶液摩尔數的濃度mol/L)=n(溶質g)/v(溶液ml)
- 摩尔分率：溶質摩尔數(mol)/溶液的量(mol)

- 质量浓度（m/V）：指每单位体积的溶液中，溶质的质量。